# OnePlus 6T
Le OnePlus 6T est un smartphone Android de la marque OnePlus. Il est annoncé le 29 octobre 2018. Le lancement était originellement prévu pour le 30 octobre mais a été déplacé afin de ne pas coïncider avec la conférence d'Apple le 30 octobre. 
Le OnePlus 6T est une mise à jour matérielle considérable du OnePlus 6, qui supprime la prise audio de 3,5 mm, réduit l'encoche située en haut de l'écran à une taille de goutte d'eau et propose un capteur d'empreintes digitales intégré a l'écran,.
Le OnePlus 6T McLaren Edition est sorti le 17 janvier 2019, avec un partenariat avec la marque automobile, similaire à l'édition Lamborghini de l'Oppo Find X et au modèle Porsche Design du Huawei Mate 20 Pro. Coté amélioration, l'appareil dispose de 10 Go de RAM et du système de charge rapide Warp Charge 30 qui permet de redonner 50 % d'autonomie au smartphone en seulement 20 minutes.

## Spécifications

### Matériel
Le OnePlus 6T est livré avec un écran AMOLED FHD+ de 6,41 pouces (16,3 cm), un processeur Snapdragon 845 et une batterie 3 700 mAh (plus grande que son prédécesseur). Il a un appareil photo de 16 mégapixels et 20 mégapixels à l'arrière et un autre de 16 mégapixels à l'avant. Cet appareil est livré avec différentes variantes de stockage (128 Go, 256 Go) et de RAM.
Pour la biométrie, le OnePlus 6T dispose d'un capteur d'empreintes digitales à l'écran, en plus du déverrouillage du visage.

### Logiciel
Il est livré avec la version personnalisée de OnePlus d'Android, OxygenOS, qui est basée sur Android Pie. Depuis décembre 2019 la mise à jour vers Android 10 est disponible.